# 大型原康修爾猿
大型原康修爾猿（Proconsul major），原康修爾猿大型種，是已滅絕的一種原康修爾猿，有可能是非洲古猿的祖先，並擁有人科的特徵。牠們出現於中新世早期，大小約像大猩猩般。
大型原康修爾猿分佈在非洲大陸。根據其牙齒形態，相信牠是吃果實的。

## 形態
大型原康修爾猿的上下顎齒式是2:1:2:3。牠的犬齒是兩性異形的。沒有眶下圓枕，而眶上圓枕則很明顯。牠約重50公斤。

## 外部連結
- http://members.tripod.com/cacajao/proconsul_major.html （页面存档备份，存于）
- https://web.archive.org/web/20040830232147/http://www.mc.maricopa.edu/~reffland/anthropology/anthro2003/origins/primates/primate_evol/miocene.html
- Mikko's Phylogeny archives